# 모스키아노
모스키아노(이탈리아어: Moschiano)는 이탈리아 캄파니아주 아벨리노도의 코무네다.